# 下川辺駅
下川辺駅（しもかわべえき）は、広島県府中市篠根町牛田にある、西日本旅客鉄道（JR西日本）福塩線の駅である。

## 歴史
- 1938年（昭和13年）7月28日：鉄道省福塩線府中町駅（現・府中駅） - 上下駅間延伸時に開設[2]。
- 1954年（昭和29年）4月10日：府中駅 - 当駅間電化。
- 1962年（昭和37年）4月1日：電化廃止。
- 1970年（昭和45年）12月10日：貨物取扱廃止[2]。
- 1982年（昭和57年）
  - 3月10日：簡易委託駅化。
  - この年：駅舎改築[1]。
- 1987年（昭和62年）4月1日：国鉄分割民営化に伴い、西日本旅客鉄道（JR西日本）の駅となる[2]。

## 駅構造

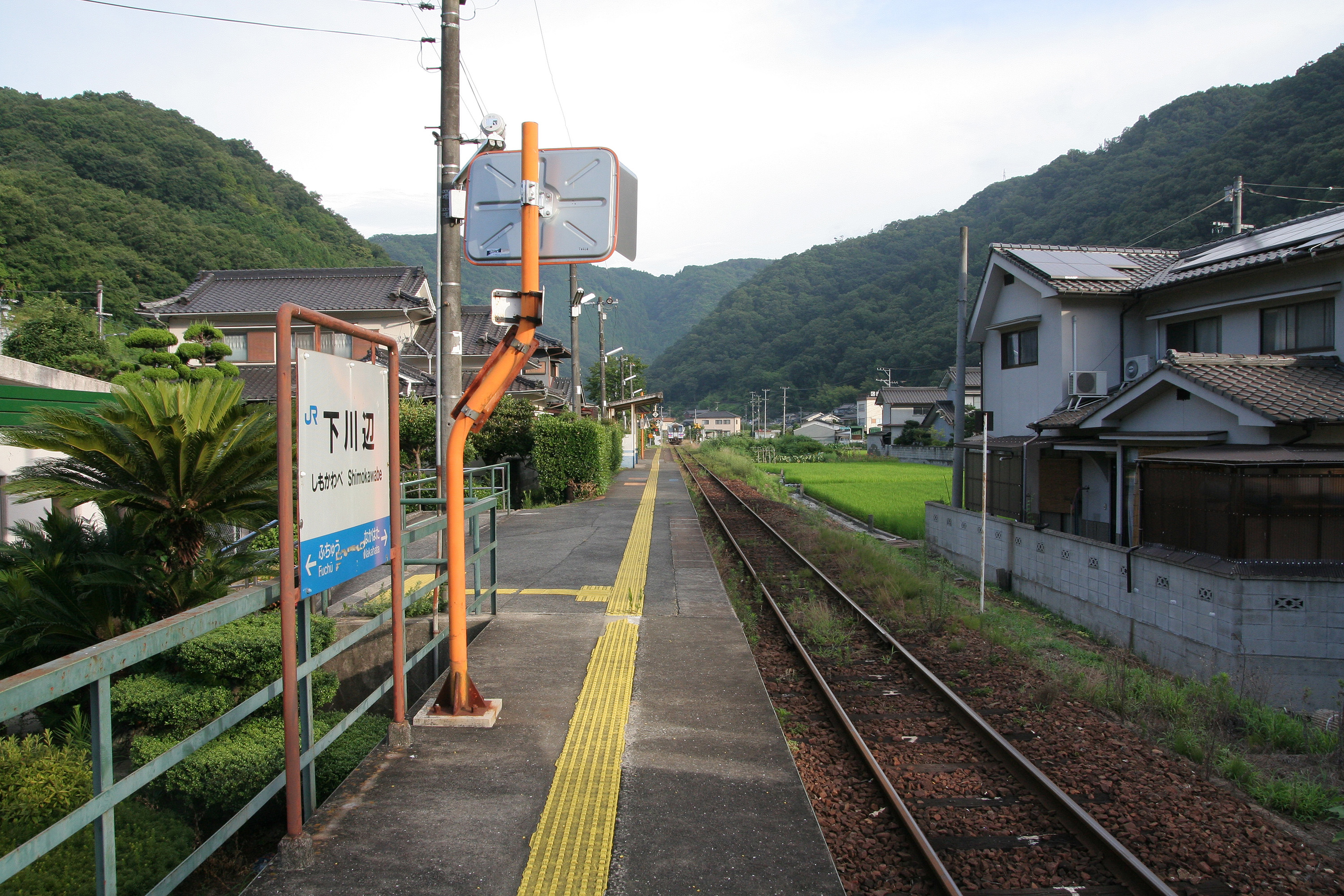
構内（2008年7月）

三次方面に向かって左側に単式ホーム1面1線を有する地上駅（停留所）。
三次鉄道部管理の無人駅。駅舎はあるものの、自動券売機は設置されていない。
1954年4月10日 - 1962年4月1日までは当駅まで間合い運転のため電化されていたが、気動車化の流れに伴い不要となり電化は廃止された。

## 利用状況
近年の1日平均乗車人員の推移は以下の通り。
| 年度               | 1日平均 乗車人員 |
| ------------------ | ---------------- |
| 1996年（平成08年） | 34               |
| 1997年（平成09年） | 126              |
| 1998年（平成10年） | 108              |
| 1999年（平成11年） | 110              |
| 2000年（平成12年） | 94               |
| 2001年（平成13年） | 97               |
| 2002年（平成14年） | 85               |
| 2003年（平成15年） | 78               |
| 2004年（平成16年） | 72               |
| 2005年（平成17年） | 74               |
| 2006年（平成18年） | 71               |
| 2007年（平成19年） | 75               |
| 2008年（平成20年） | 69               |
| 2009年（平成21年） | 28               |
| 2010年（平成22年） | 28               |
| 2011年（平成23年） | 28               |
| 2012年（平成24年） | 30               |
| 2013年（平成25年） | 31               |
| 2014年（平成26年） | 25               |
| 2015年（平成27年） | 31               |
| 2016年（平成28年） | 25               |
| 2017年（平成29年） | 28               |
| 2018年（平成30年） | 16               |
| 2019年（令和元年） | 14               |
| 2020年（令和2年）  | 15               |

## 駅周辺
- 父石郵便局
- 国道486号
- 広島県道24号府中上下線
- 中国バス「下川辺」停留所・「父石大渡橋」停留所
- 府中市立府中明郷学園
- JA福山市下川辺

## 隣の駅
西日本旅客鉄道（JR西日本）
 福塩線
府中駅 - 下川辺駅 - 中畑駅